# Вибори голови Консервативної партії Великої Британії (2019)
Вибори голови Консервативної партії у 2019 році були ініційовані Терезою Мей коли вона оголосила 24 травня 2019 року, що 7 червня піде з посади голови Консервативної партії та з посади прем'єр-міністра Великої Британії після обрання наступника. На виборах було висунуто 10 кандидатів. Перше голосування членів парламенту (депутатів від партії торі) відбулося 13 червня, наступні етапи виборів також відбулися 18, 19 та 20 червня, внаслідок чого кількість кандидатів скоротилася до двох. У фінальному етапі виборів усі члени партії обирали лідера шляхом голосування поштою. Результат був оголошений 23 липня, Борис Джонсон був обраний новим головою Консервативної партії.

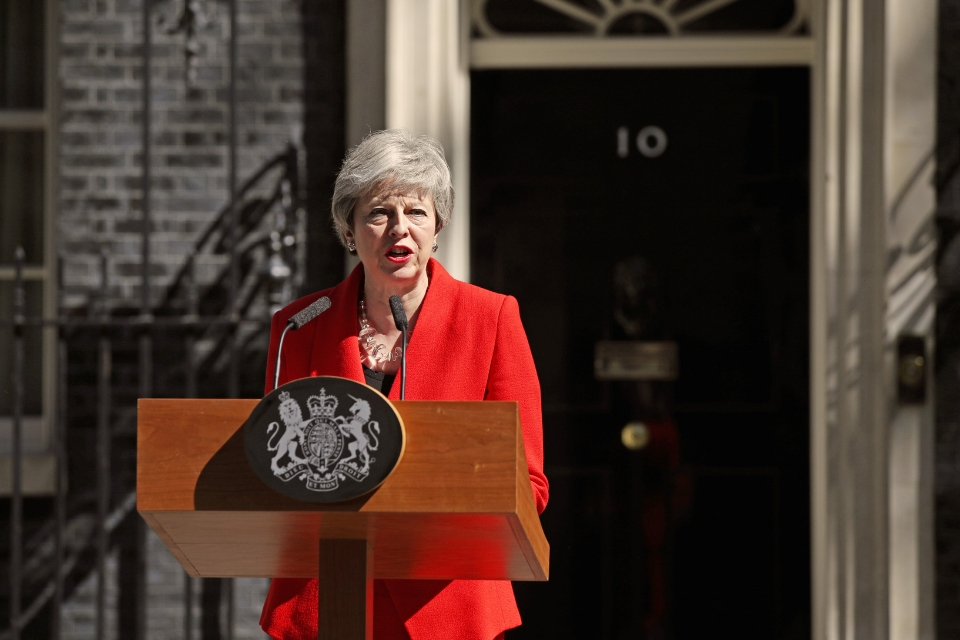
Мей оголошує про свою відставку біля Даунінг-стріт 10, 24 травня

У фінальному етапі виборів Джонсон набрав майже вдвічі більше голосів, ніж його опонент Джеремі Гант.

## Події які передували
Після того, як у 2016 році на референдумі 52 % проголосувало за вихід Великої Британії з Європейського Союзу, Девід Кемерон пішов з посади голови Консервативної партії та прем'єр-міністра, що спровокувало вибори нового керівництва Консервативної партії у 2016 році. Тереза Мей, яка на той час обіймала посаду міністра внутрішніх справ, виграла вибори після відмови Андреа Ледсом далі брати участь. Мей замінила Кемерона на посаді прем'єр-міністра 13 липня 2016 року.

### Дострокові парламентські вибори
Мей прагнула суттєво збільшити кількість депутатів Консервативної партії, при цьому опитування громадської думки спочатку передбачали переконливу перемогу її партії. Однак результатом став підвішений парламент, а кількість місць від консерваторів скоротилася з 330 до 317. Це спонукало її укласти коаліційну угоду з демократичною юніоністською партією для підтримки її уряду меншини.
Невтішний результат Мей на виборах зазнав широкої критики, особливо з сторін її начальників передвиборчих штабів Ніка Тімоті та Фіони Хілл, які обидвоє пішли у відставку через кілька днів після оприлюднення результатів виборів. У червні 2017 року Джордж Осборн, колишній канцлер скарбниці, назвав Мей «ходячою мертвою жінкою». Опитування YouGov для The Sunday Times показало, що 48 % респондентів вважають, що Мей повинна піти у відставку, а 38 % проти цього. Опитування Survation для The Mail on Sunday показало аналогічний результат. Колишній міністр Нік Морган заявив, що Мей не зможе привести Консервативну партію до перемоги на наступних парламентських виборах, і закликав провести вибори нового керівництва партії у 2018 році, перш ніж угоду щодо Брекзиту буде завершено. Після пожежі в Гренфелл-Тауер у червні 2017 року уряд Мей зіштовхнувся з подальшою критикою через її початкову відмову зустрітися з жертвами.

### Брекзит
У листопаді 2018 року Мей представила свою остаточну пропозицію щодо первинної угоди щодо Брекзиту після переговорів з Європейським Союзом. Міністр по справам брекзиту Домінік Рааб та інші члени уряду подали у відставку у відповідь на цю угоду.

### Вотум довіри
П'ятнадцять відсотків парламентської партії (сорок вісім депутатів) повинні надіслати листа голові Комітету 1922 року, щоб викликати вотум недовіри лідеру Консервативної партії. 12 грудня відбувся вотум довіри та був таємним голосуванням серед депутатів-консерваторів.
На тому тижні Мей зустрічалася з лідерами ЄС, щоб обговорити зміни у своїй угоді щодо брекзиту, але скасувала заплановану на 12 грудня зустріч із ірландським Тишехом, щоб провести кампанію за отримання вотуму довіри. Мей та її прихильники стверджували, що поразка для неї означатиме, що Брекзит доведеться відкласти.
Пізніше у промові перед депутатами-консерваторами безпосередньо перед голосуванням Мей заявила, що не має наміру вести партію на загальних виборах 2022 р і що вона домагатиметься юридично зобов'язуючого доповнення до угоди про вихід з ЄС із-за побоювань щодо підтримки Північної Ірландії.
Мей зрештою виграла вотум довіри і отримала 200 голосів за, проти 117. Депутати, які підтримують Брекзит, по-різному відреагували на результат: деякі, зокрема Рис-Могг та Рааб, закликали її все ж таки піти у відставку, тоді як інші, такі як Патерсон, закликали її змінити свою політику щодо Брекзиту. Оскільки Мей виграла це голосування, то ще один вотум довіри лідеру партії не міг бути проведений протягом одного року відповідно до чинних правил.
| Вотум недовіри | Вотум недовіри | Вотум недовіри |
| Варіант        | Голосів        | %              |
| -------------- | -------------- | -------------- |
| Довіра         | 200            | 63.1           |
| Не довіра      | 117            | 36.9           |

### Відставка Мей
Після поганих результатів консерваторів на місцевих виборах 2019 року — найгірших з 1995 року, коли партія втратила понад 1000 місць — консерватори знову закликали Мей піти у відставку. Після цього багато високопоставлених консерваторів відкрито виступали за заміну Мей, в тому числі Андреа Ледсом, Джеремі Гант, Майкл Гоув і Саджід Джавід.
21 травня Мей виступила з промовою, в якій виклала свій план внести в червні законопроєкт про угоду про вихід з ЄС, який би дозволив Палаті громад вносити поправки, такі як поправки на користь Митного союзу або нового референдуму, але це було погано сприйнято багатьма у своєї партії, і навіть іншими партіями. 22 травня, за день до виборів до Європейського парламенту збільшилось закликів до неї піти у відставку. Андреа Ледсом, лідер Палати громад, того ж дня подала у відставку. 24 травня Тереза Мей все ж оголосила про свою відставку з посади лідера Консервативної партії з 7 червня 2019 р.

## Кандидати
2 травня 2019 року Рорі Стюарт, міністр міжнародного розвитку, висунув свою кандидатуру на посаду голови. Він заявив, що «збере країну» як прем'єр-міністр після поганого результату партії на місцевих виборах 2019 р. Також 2 травня 2019 року Домінік Рааб, Саджид Джавід, Майкл Гоув та Метью Генкок виступили з промовами та інтерв'ю, які журналіст Тім Шипман назвав «конкурсом краси між тими, хто бореться щоб змінити Терезу Мей». 4 травня 2019 р. Девід Девіс оголосив, що не добиватиметься лідерства в партії і натомість підтримає Рааба, якщо він вирішить балотуватися. 8 травня 2019 року Андреа Ледсом, лідер Палати громад, заявила, що «серйозно розглядає» можливість участі другий раз у виборах лідера партії. 9 травня 2019 р. Маквей оголосила, що балотуватиметься на посаду голови. Вона заявила, що має «достатню підтримку» з боку колег-депутатів, щоб «йти вперед» після того, як Мей піде з посади прем'єр-міністра.
29 травня Джеймс Клеверлі висунув свою кандидатуру. Гант і Стюарт обидва зізналися під час передвиборчої кампанії, що в минулому приймали нелегальні наркотики, перебуваючи за кордоном. Колишній лідер консерваторів Іен Дункан Сміт 30 травня попередив, що балотується занадто багато кандидатів, і закликав комітет 1922 року «прискорити процес». Того ж дня Марк Гарпер висунув свою кандидатуру. 1 червня Елізабет Трасс оприлюднила свою статтю, яка була опублікована наступного дня в The Mail on Sunday, надавши Джонсону його першу підтримку з боку міністра уряду. Президент США Дональд Трамп сказав: «Я думаю, що Борис зробив би дуже хорошу роботу. Я думаю, що він був би чудовий». На питання про Гоува і Гант Трамп сказав, що йому подобається останній, і розкритикував першого за його позицію щодо Ірану.

## Голосування депутатів
У першому голосуванні депутатів 13 червня Ледсома, Гарпера і Маквей було виключено, оскільки не набрали мінімум 17 голосів. Джонсон зайняв перше місце, отримавши підтримку більш як третини депутатів.
У другому голосуванні депутатів 18 червня Джонсон зберіг свою істотну перевагу, збільшившись на дванадцять голосів у порівнянні з першим голосуванням. Гант зберіг за собою друге місце, але Стюарт зміг набрати більшість у порівняні с минулим голосуванням піднявшись на 18. Рааб був виключений з перегонів як кандидат з гіршим результатом і за те, що набрав менше 33 голосів.
У третьому голосуванні депутатів 19 червня трійка лідерів залишилася незмінною (Джонсон, Гант, Гоув). Стюарт був єдиним кандидатом, який втратив голоси в порівнянні з попереднім туром, поступившись десятьом голосами і посівши останнє місце, і тому вибув.
Четверте та п'яте голосування у депутати відбулося 20 червня. У четвертому турі Джавід вибув, а Гоув ледве випередив Ганта і посів друге місце. П'яте голосування щодо остаточного вибору пари кандидатів виключило Гоува, який отримав на два голоси менше, ніж Гант. Було порушено питання про те, чи спонукала кампанія Джонсона деяких прихильників голосувати за Ханта для того, щоб вибити Гоува з фінального етапу виборів керівництва з огляду на погані особисті стосунки між Джонсоном та Гоувом після виборів голови 2016 року.

### Фінальний етап
Джонсон і Гант, два останні кандидати, були поставлені на голосування близько 160 000 членів-консерваторів, а результат був оприлюднений 22 липня.

## Загальні результати
| Кандидати         | Перше голосування: 13 червня 2019 | Перше голосування: 13 червня 2019 | Друге голосування: 18 червня 2019 | Друге голосування: 18 червня 2019 | Третє голосування: 19 червня 2019 | Третє голосування: 19 червня 2019 | Четверте голосування: 20 червня 2019 | Четверте голосування: 20 червня 2019 | П'ятє голосування: 20 червня 2019 | П'ятє голосування: 20 червня 2019 |
| Кандидати         | Голосування                       | %                                 | Голосування                       | %                                 | Голосування                       | %                                 | Голосування                          | %                                    | Голосування                       | %                                 |
| ----------------- | --------------------------------- | --------------------------------- | --------------------------------- | --------------------------------- | --------------------------------- | --------------------------------- | ------------------------------------ | ------------------------------------ | --------------------------------- | --------------------------------- |
| Борис Джонсон     | 114                               | 36.4                              | 126                               | 40.3                              | 143                               | 45.7                              | 157                                  | 50.2                                 | 160                               | 51.1                              |
| Джеремі Гант      | 43                                | 13.7                              | 46                                | 14.7                              | 54                                | 17.3                              | 59                                   | 18.8                                 | 77                                | 24.6                              |
| Майкл Гоув        | 37                                | 11.8                              | 41                                | 13.1                              | 51                                | 16.3                              | 61                                   | 19.5                                 | 75                                | 24.0                              |
| Саджид Джавід     | 23                                | 7.3                               | 33                                | 10.5                              | 38                                | 12.1                              | 34                                   | 10.9                                 | Вибув                             | Вибув                             |
| Рорі Стюарт       | 19                                | 6.1                               | 37                                | 11.8                              | 27                                | 8.6                               | Вибув                                | Вибув                                | Вибув                             | Вибув                             |
| Домінік Рааб      | 27                                | 8.6                               | 30                                | 9.6                               | Вибув                             | Вибув                             | Вибув                                | Вибув                                | Вибув                             | Вибув                             |
| Метью Генкок      | 20                                | 6.4                               | Вибув                             | Вибув                             | Вибув                             | Вибув                             | Вибув                                | Вибув                                | Вибув                             | Вибув                             |
| Андреа Ледсом     | 11                                | 3.5                               | Вибула                            | Вибула                            | Вибула                            | Вибула                            | Вибула                               | Вибула                               | Вибула                            | Вибула                            |
| Марк Гарпер       | 10                                | 3.2                               | Вибув                             | Вибув                             | Вибув                             | Вибув                             | Вибув                                | Вибув                                | Вибув                             | Вибув                             |
| Естер Маквей      | 9                                 | 2.9                               | Вибула                            | Вибула                            | Вибула                            | Вибула                            | Вибула                               | Вибула                               | Вибула                            | Вибула                            |
| Зіпсовані бюлетні | 0                                 | 0.0                               | 0                                 | 0.0                               | 0                                 | 0.0                               | 2                                    | 0.6                                  | 1                                 | 0.3                               |
| Явка              | 313                               | 100.0                             | 313                               | 100.0                             | 313                               | 100.0                             | 313                                  | 100.0                                | 313                               | 100.0                             |

### Голосування членів партії
| Кандидати         | Голосування членів партії | Голосування членів партії |
| Кандидати         | Голосування               | %                         |
| ----------------- | ------------------------- | ------------------------- |
| Борис Джонсон     | 92,153                    | 66.4                      |
| Джеремі Гант      | 46,656                    | 33.6                      |
| Зіпсовані бюлетні | 509                       | 0.4                       |
| Явка              | 139,318                   | 87.4                      |